# August Schuberg (Zoologe)
August Schuberg (* 29. Mai 1865 in Karlsruhe; † 24. April 1939 in Stuttgart) war ein deutscher Zoologe und Entomologe.
Schuberg studierte in den Jahren 1883–1887 Naturwissenschaften an der Universität Heidelberg und der Universität Straßburg. Ab 1891 lehrte er in Würzburg, ab 1893 in Karlsruhe und ab 1894 in Heidelberg als Privatdozent, wo er 1896 zum außerordentlichen Professor ernannt wurde. Seine wissenschaftlichen Arbeiten befassten sich hauptsächlich mit Protozoen und Histologie.
Schuberg, Otto Bütschli und Berthold Hatschek gründeten 1894 die von Schuberg selbst lange herausgegebene Fachzeitschrift Zoologisches Centralblatt in Leipzig.

## Werke
- Protozoën des Wiederkäuermagens („Zool. Jahrb.“, 1888)
- Haftapparate des Laubfrosches (Arb. Zool. Inst. Würzburg, 1891)
- Coccidien des Mäusedarms (Verh. Nat. Med. V. Heidelberg, 1895)
- Untersuchungen über Zellverbindungen (Zeitschr. F. Wiss. Zool., 1903)